# Louise Élisabeth de Joybert
Louise Élisabeth de Joybert (18. srpna 1673 – 15. ledna 1740) byla francouzská markýza, manželka Filipa de Rigaud Vaudreuil, guvernéra Nové Francie v letech 1703 až 1725. Podle všeho měla, i díky kontaktům u francouzského dvora, během manželova funkčního období velký vliv a využívala ho k pomoci svým přátelům a zároveň ničení kariér svých nepřátel.

## Rodina
Louise byla nejstarší dcerou Pierra de Joyberta de Soulanges a jeho manželky Marie-Françoise, dcery Louise-Théandra Chartiera de Lotbinièra, soudního úředníka v Nové Francii, který je považován za „otce Kanadského soudního dvora".
S manželem Filipem měli celkem deset dětí, jedním z nich byl Pierre de Rigaud, markýz de Vaudreuil-Cavagnial, zástupce guvernéra Nové Francie.